# 広島土曜ジャーナル
『広島土曜ジャーナル』（ひろしまどようジャーナル）は、1988年4月9日から1990年3月31日まで広島テレビ (HTV) が放送していたワイドショー。ニュースとドキュメンタリーを取り揃えた番組である。
広島テレビがローカル番組を整理し、ニュースを『広島テレビニュース』として単独放送するのを受けて終了した。

## 放送時間
いずれも日本標準時。
- 土曜 18:00 - 18:30 （1988年4月9日 - 1989年9月30日）
- 土曜 18:30 - 19:00 （1989年10月7日 - 1990年3月31日） - この時間帯に放送されていた『NNNニュースプラス1』との枠交換により30分繰り下げ。

## 出演者
- 脇田義信 → 加藤進 → 新宅冨士夫（いずれも当時広島テレビアナウンサー）
- 中川育美（フリーアナウンサー。後の黒田育美）

| 広島テレビ 土曜 18:00 - 18:30                                                     | 広島テレビ 土曜 18:00 - 18:30                        | 広島テレビ 土曜 18:00 - 18:30                                                        |
| 前番組                                                                            | 番組名                                               | 次番組                                                                               |
| --------------------------------------------------------------------------------- | ---------------------------------------------------- | ------------------------------------------------------------------------------------ |
| -                                                                                 | 広島土曜ジャーナル （1988年4月9日 - 1989年9月30日）  | NNNニュースプラス1（土曜） （1989年10月7日 - 1990年3月31日） 【土曜18:30枠から移動】 |
| 広島テレビ 土曜 18:30 - 19:00                                                     |                                                      |                                                                                      |
| NNNニュースプラス1（土曜） （1988年4月9日 - 1989年9月30日） 【土曜18:00枠へ移動】 | 広島土曜ジャーナル （1989年10月7日 - 1990年3月31日） | シートン動物記                                                                       |
| 広島テレビ 土曜夕方の広島テレビニュース                                           |                                                      |                                                                                      |
| 広島テレビニュース                                                                | 広島土曜ジャーナル （1988年4月9日 - 1990年3月31日）  | 広島テレビニュース                                                                   |